# 本多正之
本多 正之（ほんだ まさゆき）は、江戸時代前期の旗本。本多正純の孫にあたる。正純に連座した子・正勝の二男として、配所の出羽国横手（現在の秋田県横手市）で生まれる。のちに赦免を受けて3000石相当の大身旗本となった。

## 生涯
本多正之は、江戸時代初期に徳川家康の側近として活躍したものの、徳川秀忠の代に失脚した本多正純の孫にあたる。

### 本多正純の改易と一族の配流
元和8年（1622年）、下野国宇都宮藩15万5000石の藩主であった正純は、出羽国山形藩最上家改易のため出張中に改易を命じられ、同国由利（現在の秋田県由利本荘市周辺）に移された。正純は5万5000石を支給すること（本荘城を中心とする「本荘藩」への減転封）を示されたが固辞したといい、一般に「配流」と表現されている。元和9年（1623年）に大沢（現在の大仙市大沢郷地区）に移され、賄料として1000石を与えられた。寛永元年（1624年）、久保田藩主佐竹義宣に預けられた。
正純の嫡男であった本多正勝は、父の処分に連座し、出羽への配流をともにしている。正勝には正室（戸田氏鉄の娘）との間に生後間もない長男（本多正好）があったが、正好は父らの配流後、外祖父の戸田氏鉄のもとに引き取られている。
義宣は、横手城代・須田盛秀に正純・正勝父子の身柄を預けた。以後彼らは横手（現在の横手市）に住し、1000石が支給された。横手城の三の丸に相当する高台に本多正純（上野介）父子を幽閉する居館が築かれ、のちに父子の墓が設けられたため、この高台一帯は上野台と呼ばれる。

### 生い立ち
本多正之は、寛永7年（1630年）に正勝の二男として横手に生まれた。『寛政譜』によれば母は「某氏」とある。本多正勝は、政之の生まれた寛永7年（1630年）に死去した。
のちに「所縁」のある尾張藩付家老の成瀬正虎のもとに引き取られ、正之は成瀬家の所領である尾張国犬山（現在の愛知県犬山市）に住した。

### 赦免から大身旗本へ
寛文4年（1664年）7月24日に赦免を受け、同年10月15日に徳川家綱に初めて拝謁、12月27日に蔵米2000俵を給されて寄合に列した。
延宝3年（1675年）1月26日、使番となる。同年12月26日、布衣を許される。
延宝5年（1677年）2月9日、将軍の命により、法皇御所と女院御所の造営の奉行を務める。任務を成功させ、法皇・女院から褒美を受けるとともに、江戸帰任後の12月7日には幕府からも時服3領などの褒賞を受けた。12月19日、普請奉行に任じられる。
延宝7年（1679年）12月10日、駿府城の定番に任じられ、この際に遠江国山名郡・駿河国富士郡内で1000石の知行を加増された。元禄元年（1688年）2月28日、駿府において死去、享年59。牛込の浄泉寺に葬られた。

## 系譜
『寛政重修諸家譜』（以下『寛政譜』）によれば、養子も含め三男三女が記される。( ) 内は『寛政譜』の記載順。また、養子についても『寛政譜』の記載に準じ「二男」などと数える。
- 正室：船橋相賢の養女
- 生母不明の子女
  - 長男(1)：本多弥三郎 - 早世
  - 女子(4) - 本多正芳の妻
  - 女子(5) - 高城清胤の妻
  - 女子(6) - 尼となる
- 養子女
  - 二男(2)：本多求馬 - 某氏の子。延宝8年（1680年）に徳川綱吉への御目見を果たしているが、その後の事績は記されない。
  - 三男(3)：本多正芳 - 石川正信（政信[16]）の三男。婿養子となり家督を継承。

### 補足
- 本多正芳のとき、正之の駿河の知行地は下野国塩谷郡内に移され、2000俵の蔵米知行は安房2郡内2000石の知行地に改められており、3000石の領主となっている。
- 『寛政譜』編纂時まで、この家は正之＝正芳＝正庸―正安＝正命―正峯―正収と続いた（―は実子、＝は養子関係）。
  - 上記のうち、3人（正之・正芳・正庸）が布衣以上となった。本多正芳は新番頭から槍奉行を務めた。本多正庸は使番[注釈 9]、目付、新番頭、小普請奉行を務めて諸大夫に上り（従五位下近江守）、その後作事奉行・田安家家老を務める。
  - 本多正芳の養嗣子としてはじめ加賀本多家から政尹（本多政敏の三男）が迎えられているが、病気のために実家に帰されている。本多正庸は旗本水谷勝阜の四男であり、正命は勝阜の外曾孫（勝阜の子である勝比の娘を母とする）である。
  - 本多正庸は、祖先の正信・正純らも称した「弥八郎」を通称としている。正庸の実子（早世）の正貞、末期養子として本多家を継いだ正命も「弥八郎」を称した。